# Dimitri Reinderman
Dimitri Reinderman (Hoorn, 12 agosto 1972) è uno scacchista olandese, Grande Maestro.

## Principali risultati
- 1992 – medaglia di bronzo al campionato europeo juniores con 8 /11;
- 1998 – vince la sezione B del torneo di Wijk aan Zee; vince l'open di Hoogeveen;
- 1999 – partecipa al campionato del mondo di Las Vegas, dove viene eliminato nel 1º turno da Boris Gul'ko;
 medaglia d'oro individuale in 2a riserva nel 
campionato europeo a squadre di Batumi;
- 2008 – secondo, ex æquo con Jan Smeets, nel campionato olandese di Hilversum;
- 2013 – vince ad Amsterdam il campionato olandese;
- 2019 – in ottobre vince ad Aruba il torneo open "Aruba Chess Challenge";[1]
- 2020 – in marzo vince ad Amsterdam il 12° Batavia Tournament.[2]

Ha raggiunto il massimo rating FIDE in maggio 2014, con 2620 punti Elo.
Dimitri Reinderman è anche un giocatore professionista del gioco di carte collezionabili Magic: The Gathering, dove si è qualificato per il Pro Tour ed è arrivato sesto al Grand Prix del 2006 a Hasselt. Al 26 gennaio 2012, aveva 13 punti "Lifetime Pro".